# Ujjal Dosanjh

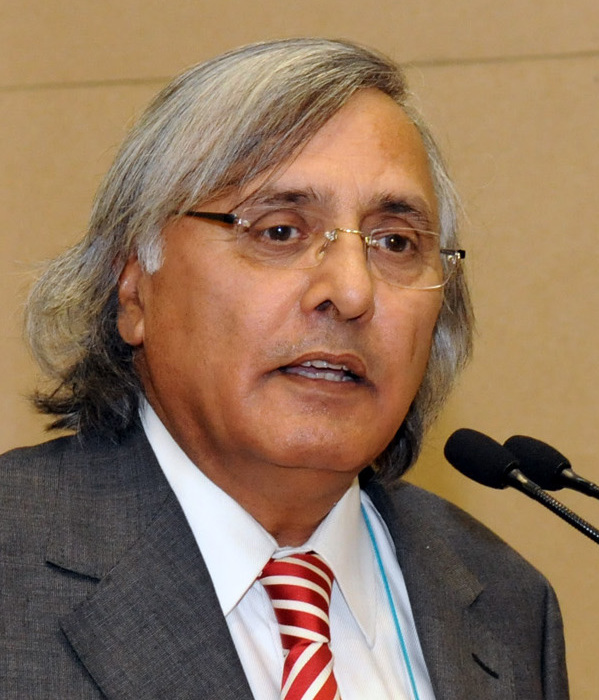
Ujjal Dosanjh

Ujjal Singh Dosanjh, PC (* 9. September 1947 in Jalandhar, Indien) ist ein indisch-kanadischer Rechtsanwalt und Politiker. Er war vom 24. Februar 2000 bis zum 5. Juni 2001 Premierminister von British Columbia und somit der erste aus Asien stammende Regierungschef einer kanadischen Provinz. Während dieser Zeit war er auch Vorsitzender der British Columbia New Democratic Party (NDP). Drei Jahre später trat er zur Liberalen Partei Kanadas über und wurde ins kanadische Unterhaus gewählt. Von Juni 2004 bis Februar 2006 war er kanadischer Gesundheitsminister in Paul Martins Kabinett.

## Frühes Leben
1964 wanderte Dosanjh im Alter von 17 Jahren nach London aus und zog vier Jahre später weiter nach Kanada. Er arbeitete mehrere Jahre lang in einer Sägerei in Vancouver und belegte nebenbei Abendkurse am Langara College und an der Simon Fraser University, wo er einen Abschluss in Politikwissenschaft machte. 1976 graduierte er an der juristischen Fakultät der University of British Columbia, 1979 eröffnete er in Vancouver eine Anwaltskanzlei.
Dosanjh engagierte sich in verschiedenen Organisationen und setzte sich für Bürgerrechte, Arbeitnehmerschutz und Multikulturalismus ein. Als prominenter moderater Sikh, der sich öffentlich gegen die Gewalt der Sikh-Extremisten in Indien aussprach, war er von Anschlägen betroffen. 1985 griff ihn ein Mann auf dem Parkplatz neben seiner Kanzlei mit einem Kupferrohr an. Dosanjh brach sich dabei eine Hand und sein Kopf musste mit 80 Stichen genäht werden. Im Dezember 1999 verwüstete ein Brandsatz sein Wahlbüro.

## Provinzpolitik
Nach erfolglosen Versuchen 1979 und 1983 schaffte Dosanjh 1991 im Wahlbezirk Vancouver-Kensington die Wahl zum Abgeordneten in der Legislativversammlung von British Columbia. Auf Provinzebene war er Minister für Amtsstellen sowie Minister für Multikulturalismus, Menschenrechte und Sport. 1995 ernannte ihn Premierminister Glen Clark zum Attorney General. Bei der Wahl 1996 konnte Dosanjh seinen Sitz verteidigen.
Als Clark wegen eines Skandals zurücktreten musste, wurde Dosanjh am 24. Februar 2000 zum neuen Vorsitzenden der British Columbia New Democratic Party (NDP) gewählt und trat das Amt des Premierministers an. Die Regierung war sehr unbeliebt und Dosanjh versuchte vergeblich, das Vertrauen der Wähler in seine Partei zurückzugewinnen. Bei der Wahl am 16. Mai 2001 erlitt die NDP eine schwere Niederlage und gewann lediglich zwei von 79 Sitzen. Dosanjh verlor seinen eigenen Sitz, trat am 5. Juni 2001 zurück und widmete sich wieder seinem Beruf als Rechtsanwalt.

## Bundespolitik
2004 kehrte Dosanjh in die Politik zurück, dieses Mal als Kandidat der Liberalen Partei Kanadas für die Unterhauswahl am 28. Juni 2004. Premierminister Paul Martin setzte ihn direkt als Kandidaten im Wahlbezirk Vancouver South ein und umging damit das übliche Nominierungsverfahren. Auch einstige NDP-Parteikollegen kritisierten Dosanjh. Dennoch wurde er deutlich gewählt und von Paul Martin umgehend zum Gesundheitsminister ernannt.
Bei der Unterhauswahl am 23. Januar 2006 verteidigte Dosanjh sein Mandat. Er musste aber als Minister zurücktreten, da die Liberalen ihre Mehrheit verloren hatten. Als Mitglied des Schattenkabinetts war er zunächst Sprecher für Verteidigung. Im Januar 2007 ernannte ihn Oppositionsführer Stéphane Dion zum außenpolitischen Sprecher. Am 13. Februar 2007 erlitt Dosanjh vor dem Parlamentsgebäude in Ottawa einen Herzinfarkt und musste sich einer Operation unterziehen, um ein Blutgerinnsel entfernen zu lassen. Bei der Unterhauswahl am 14. Oktober 2008 schaffte er die Wiederwahl mit einem Vorsprung von nur 22 Stimmen.